# 원전국민학교 기사분교
원전국민학교 기사분교는 대한민국 경상북도 영덕군에 있었던 공립 초등학교이다.

## 학교 연혁
- 일자미상 원전국민학교 기사분교 설립 인가
- 1964년 9월 30일 원전국민학교 기사분교 개교
- 1992년 3월 1일 폐교 및 원전국민학교 통폐합

## 참고 자료
- 원전국민학교기사분교장 - 한국교육학술정보원 학교알리미